# زاك غرير
زاك غرير (بالإنجليزية: Zack Greer)‏ هو لاعب اللاكروس أمريكي، ولد في 12 فبراير 1986 في ويتبي في كندا.